# China Taipéi en los Juegos Olímpicos de Atenas 2004
China Taipéi (Taiwán) estuvo representada en los Juegos Olímpicos de Atenas 2004 por un total de 88 deportistas, 49 hombres y 39 mujeres, que compitieron en 14 deportes.
El portador de la bandera en la ceremonia de apertura fue el jugador de béisbol Chen Chih-Yuan.

## Medallistas
El equipo olímpico obtuvo las siguientes medallas:
| Nombre                                       | Deporte       | Competición |
| -------------------------------------------- | ------------- | ----------- |
| Oro                                          |               |             |
| Chen Shih-Hsin                               | Taekwondo     | –49 kg F    |
| Chu Mu-Yen                                   | Taekwondo     | –58 kg M    |
| Plata                                        |               |             |
| Huang Chih-Hsiung                            | Taekwondo     | –68 kg M    |
| Chen Szu-Yuan Liu Ming-Huang Wang Cheng-Pang | Tiro con arco | Equipo M    |
| Bronce                                       |               |             |
| Chen Li-Ju Wu Hui-Ju Yuan Shu-Chi            | Tiro con arco | Equipo F    |